# 열 압력탄

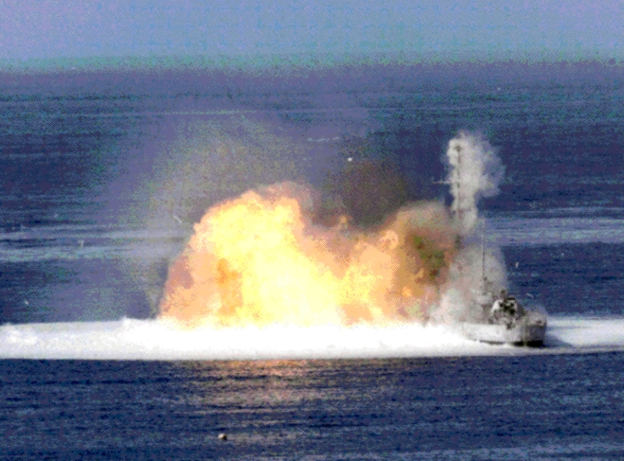
1972년에 퇴역 선박 USS 맥널티를 향해 열 압력탄을 이용해 폭파하고 있는 모습

열 압력탄(Thermobaric weapon, aerosol bomb, vacuum bomb, fuel air explosive, FAE)은 주변 공기중의 산소를 사용하여 고온의 폭발을 일으키는 폭발물의 일종이다. 탄진 폭탄이 잘 알려진 열 압력탄들 가운데 하나이다.
열 압력탄은 거의 100% 연료이므로 동등 하중의 전통적인 폭발물보다 에너지가 상당히 더 세다. 열 압력탄의 많은 유형이 휴대용 발사기에 장착이 가능하며 비행기에서 발사할 수도 있다.

## 구조

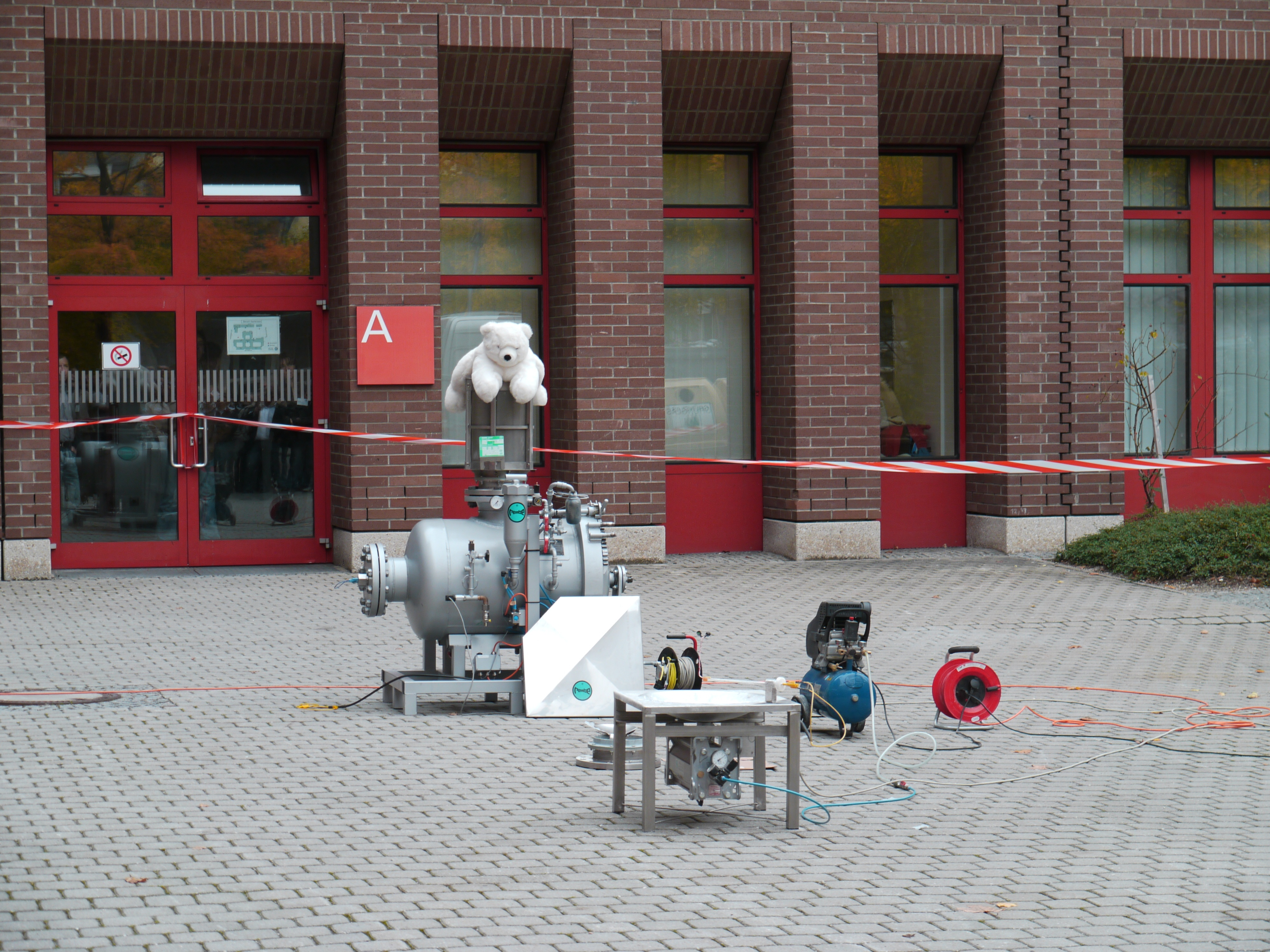
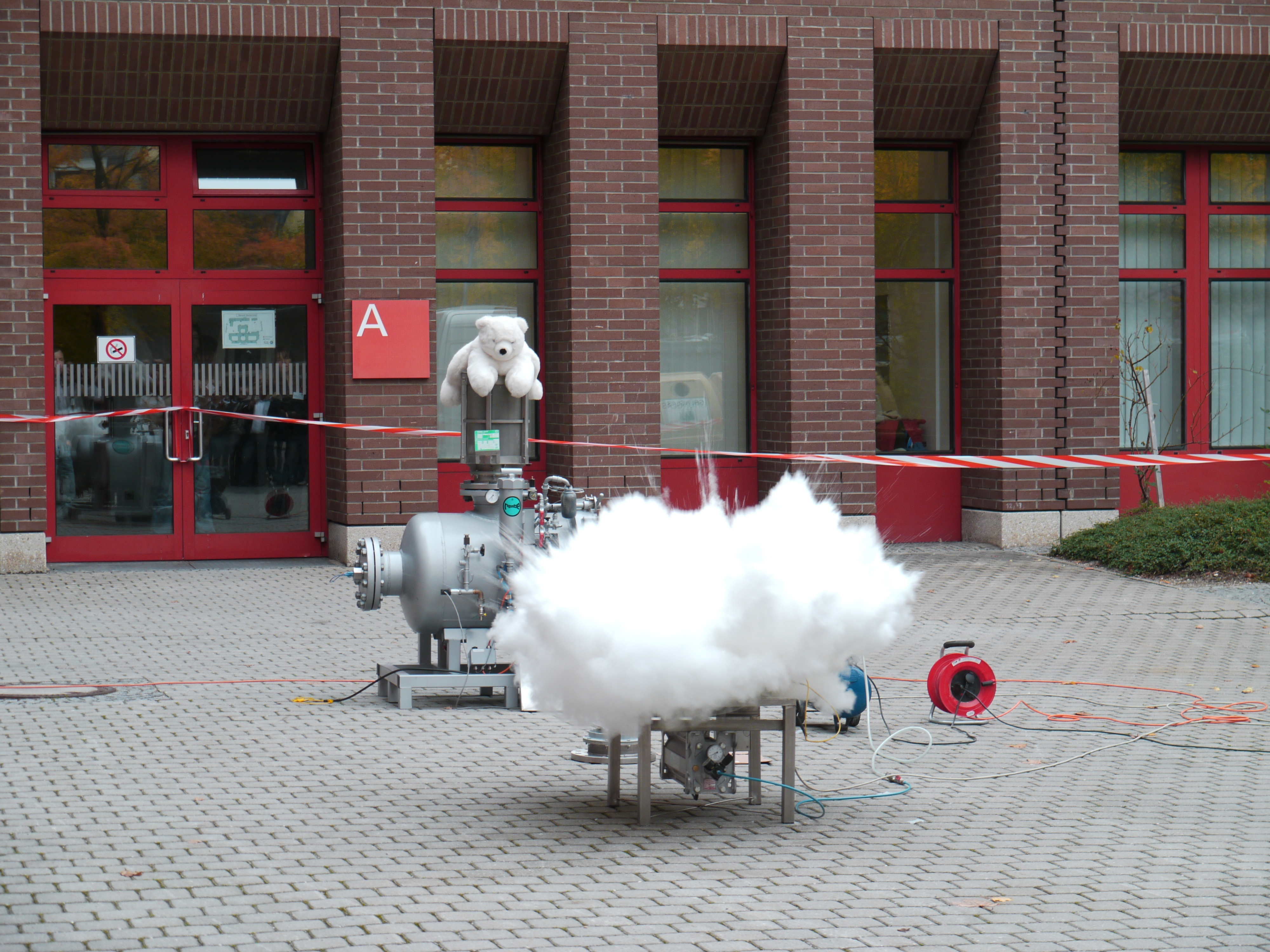
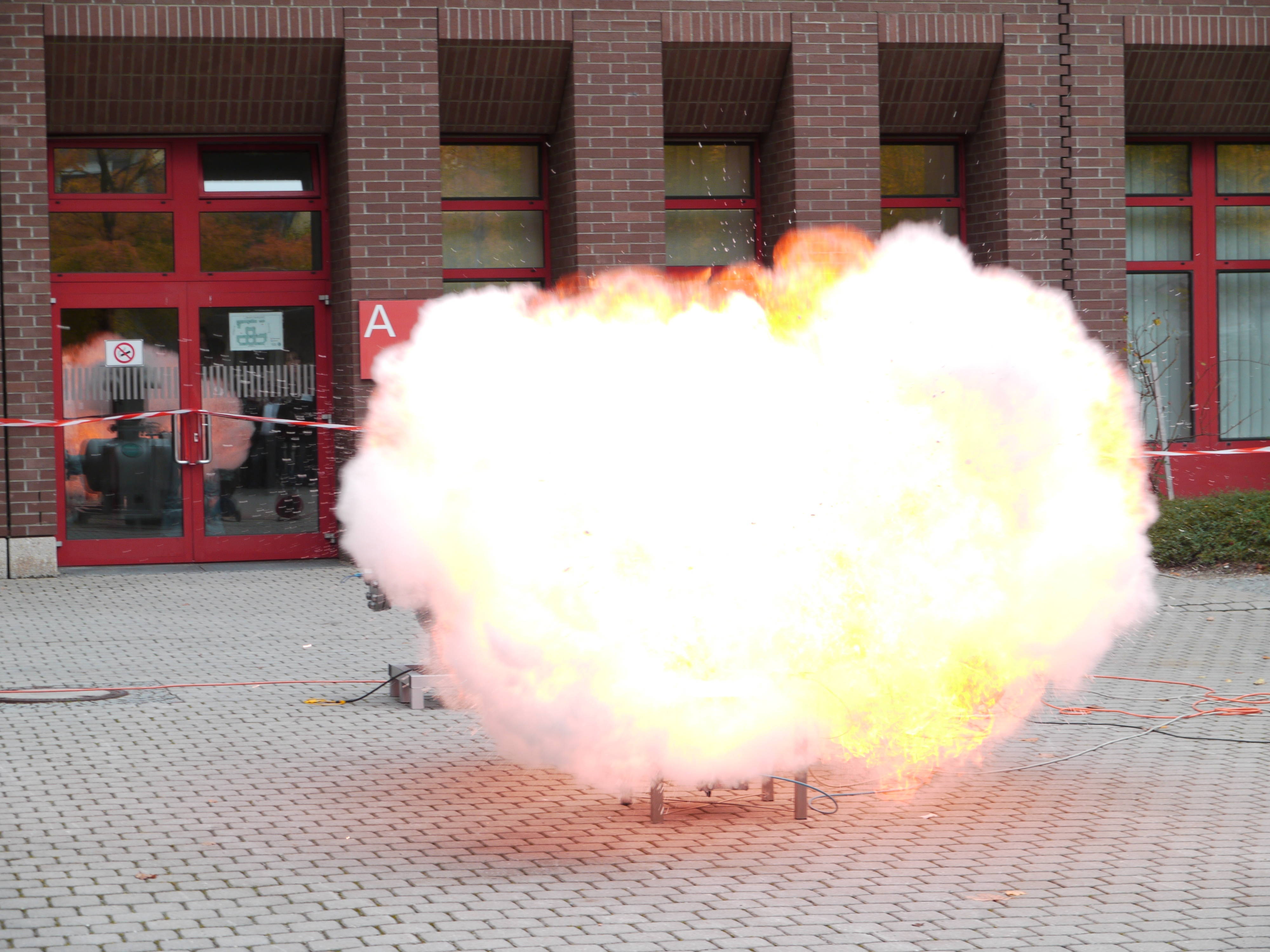
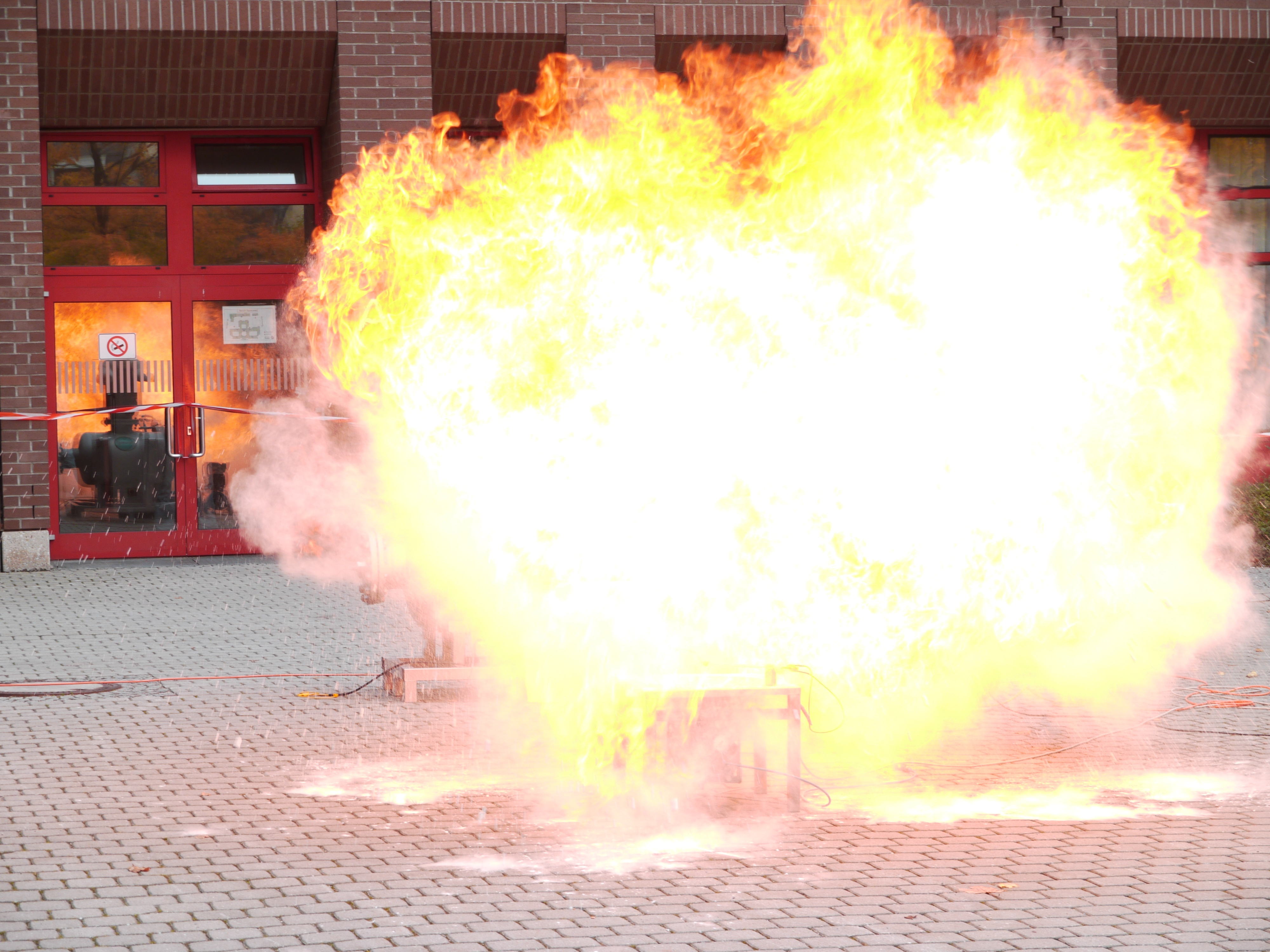
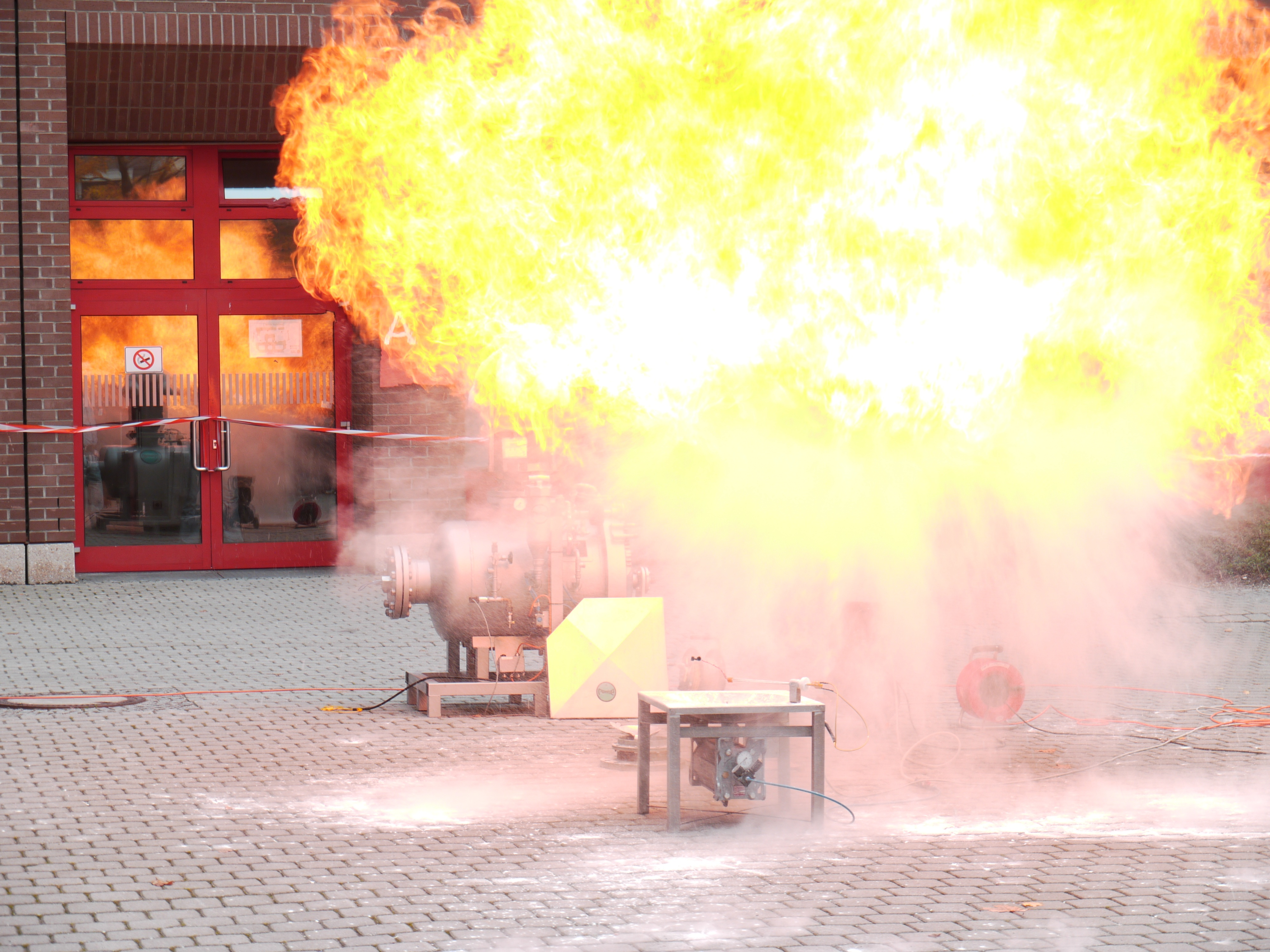
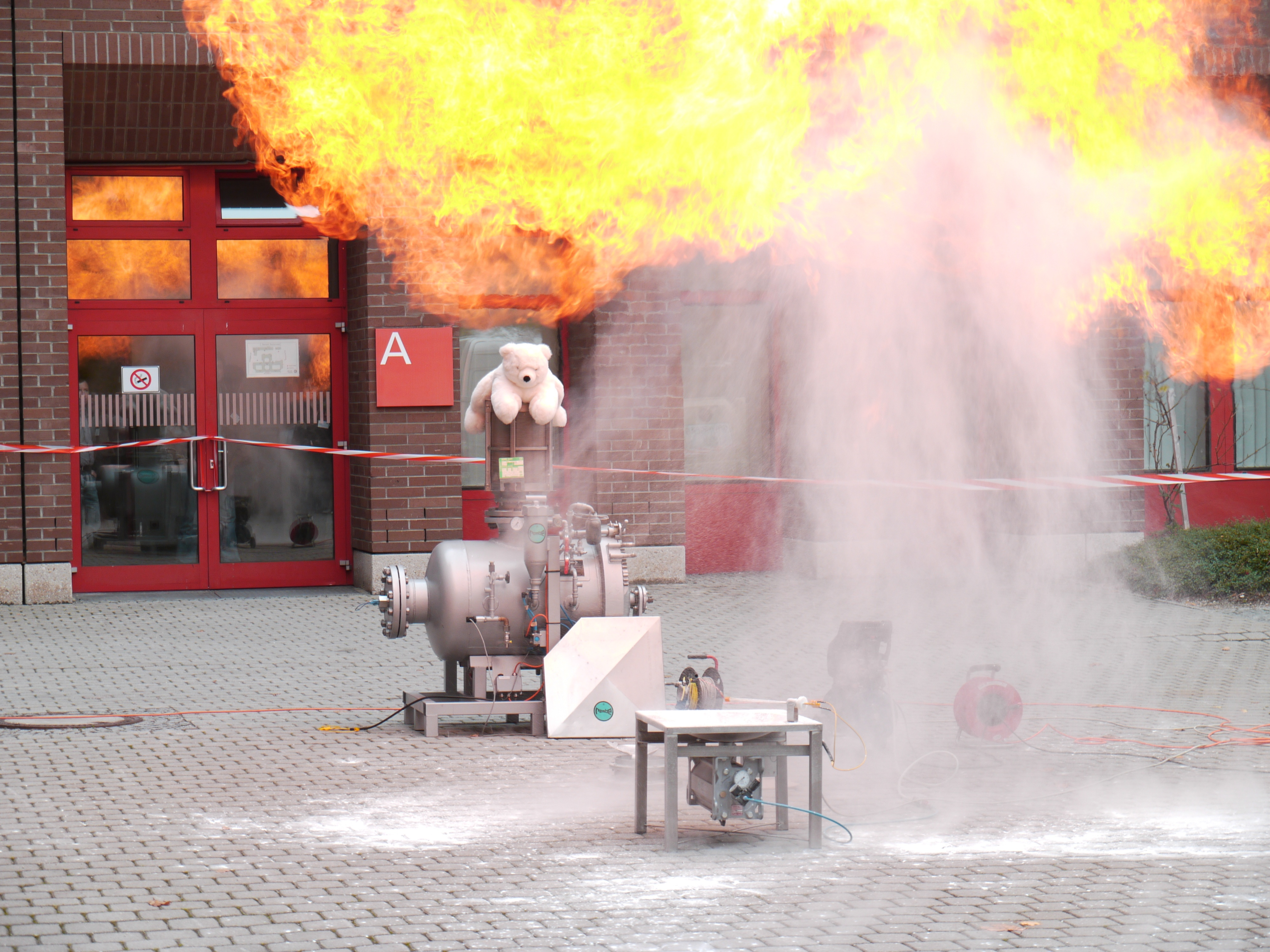
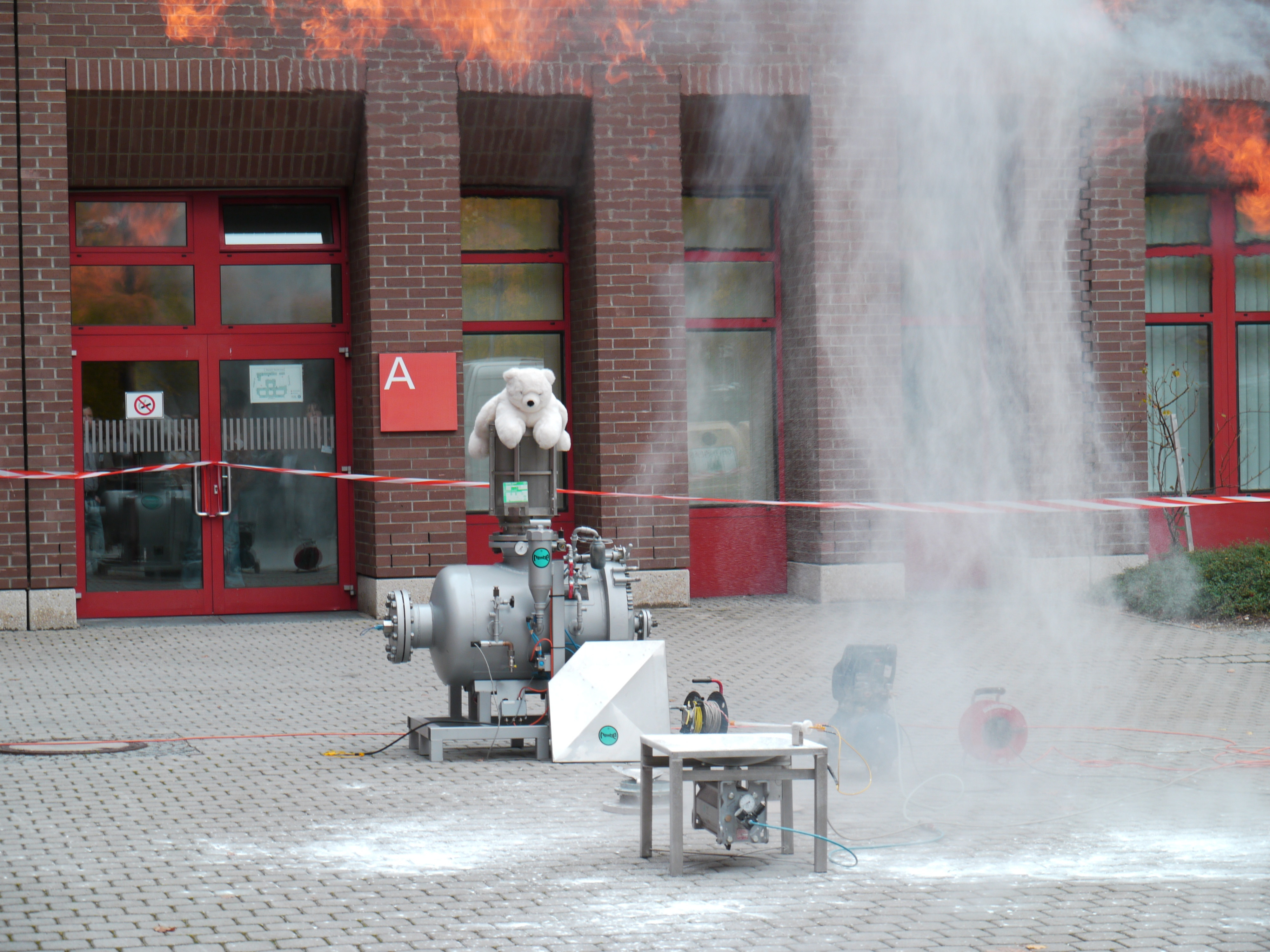

## 같이 보기
- 벙커버스터